# Крейг Джоунс
Крейг Джоунс (на английски: Craig Jones) е американски музикант, кийбордист на ню метъл групата Слипнот. Познат още като номер 133 (смята се че идва от бързината на процесора на първия компютър на Джоунс).